# Murmaszy
Murmaszy – osiedle typu miejskiego w Rosji, w obwodzie murmańskim. W 2010 roku liczyło 14 152 mieszkańców.